# 安地卡及巴布達總督

總督旗

徽章

安地卡及巴布達總督（Governors-General of Antigua and Barbuda），是安地卡及巴布達君主在安地卡及巴布達的全權代表。安地卡及巴布達於1981年11月1日從英國獨立。獨立後實行君主立憲，以查理三世為安地卡及巴布達的國家元首，由安地卡及巴布達總督代行職權。人選和任期實際上由安地卡及巴布達總理決定。

## 歷任安提瓜和巴布達總督
- 威爾弗雷德·雅各布斯 ：1981年11月1日－1993年6月10日
- 詹姆斯·卡萊爾 ：1993年6月10日－2007年6月30日
- 路易絲·萊克-塔克 ：2007年7月17日－2014年8月13日
- 羅德尼·威廉斯 ：2014年8月14日－今